# رمسيس الرابع
رمسيس الرابع أو هقا ماعت رع هو ثالث حكام الأسرة العشرين، كان خامس أبناء رمسيس الثالث وأصغرهم سنًا، وصار ولي العهد بحلول العام الثاني والعشرين من حكم والده، وقد حكم مصر إما من 1151 ق.م حتى 1145 ق.م أو من 1155 ق.م حتى 1149 ق.م، ويعتقد أنه كان في الأربعينات من عمره حينما اعتلى عرش مصر.

## مشاريعه
بدأ في بداية عهده بإطلاق حملة إنشاءات عملاقة تضاهي إنشاءات رمسيس الثاني؛ فضاعف عدد الفنانين في دير المدينة إلى 120 رجلاً . وأوفد عدة بعثات استكشافية إلى محاجر وادي الحمامات ومناجم الفيروز في سيناء، إلا أنه لم يعش طويلاً ليحقق أهدافه. وسجلت لوحته الصخرية العملاقة - الموجودة بوادي الحمامات - أن أضخم بعثة استكشافية أرسلت في العام الثالث من حكمه، وتألفت من 8,368 رجل. جزء من برنامجه كان توسعة ضخمة لمعبد خونسو الذي أنشأه أبوه في الكرنك، وبناء معبد جنائزي كبير بالقرب من معبد حتشپسوت.
أهم وثيقتان وصلتانا من عهده كانتا:
1. بردية هاريس 1، والتي تمجد عهد أبيه، رمسيس الثالث، بسرد إنجازاته وهداياه لمعابد مصر.
2. بردية تورين وهي أقدم خريطة جيولوجية.

بعد ستة أعوام من حكمه توفي رمسيس الرابع ودفن في المقبرة KV2 في وادي الملوك. زوجته الرئيسية كانت تنتوپت، والتي دفنت في المقبرة WV74.